# 具角凤仙花
具角凤仙花（学名：Impatiens ceratophora）为凤仙花科凤仙花属的植物。分布于缅甸以及中国大陆的云南等地，生长于海拔1,700米至2,700米的地区，多生长在山坡水沟边以及混交林下潮湿处，目前尚未由人工引种栽培。